# Небрегоште
Небрегоште (серб. Небрегоште / Nebregošte; алб. Nebregoshtë) — село в южной Метохии. Относится к общине Призрен Призренского округа как по административно-территориальному делению автономного края Косово и Метохия (в составе Сербии), так и по административно-территориальному делению частично признанной Республики Косово.

## Общие сведения
Численность населения по данным на 2011 год — 579 человек (из них мужчин — 288, женщин — 291).
Село Небрегоште расположено в исторической области Средска Жупа, жители села — представители исламизированной южнославянской этнической группы средчан (жуплян), относящие себя в основном к боснийскому этносу — в переписи 2011 года 577 человек указали своей национальностью боснийскую, 1 человек — албанскую. В качестве родного языка жители села Небрегоште указали боснийский (576 человек) и албанский (2 человека). Гражданами Косова согласно переписи 2011 года является абсолютное большинство жителей села — 578 человек. Все жители села Небрегоште — мусульмане.
Динамика численности населения в селе Небрегоште с 1948 по 2011 годы:
| Численность населения | Численность населения | Численность населения | Численность населения | Численность населения | Численность населения | Численность населения |
| 1948                  | 1953                  | 1961                  | 1971                  | 1981                  | 1991                  | 2011                  |
| --------------------- | --------------------- | --------------------- | --------------------- | --------------------- | --------------------- | --------------------- |
| 742                   | 802                   | 994                   | 1394                  | 1369                  | 1391                  | 579                   |

## Географическое положение
Село Небрегоште расположено на северных склонах горного массива Шар-Планина в окружении других средчанских сёл: к юго-востоку от Небрегоште находится село Верхнее Любине, к востоку — Нижнее Любине, к северо-востоку — Средска, к северу — Планяне и Речане, к северо-западу — Локвица, к западу — Стружье и к юго-западу — Манастирица. В соседних с Небрегоште населённых пунктах основную часть населения составляют боснийцы-средчане, лишь в Средске живут преимущественно сербы, а в Стружье — албанцы.